# Jan Malec (polityk)
Jan Malec (ur. 31 stycznia 1923 w Rożkach, zm. 29 stycznia 1983) – polski polityk ruchu ludowego, poseł na Sejm PRL VII i VIII kadencji z okręgu Zamość.

## Życiorys
W 1943 uciekł z karnego obozu pracy. Członek Batalionów Chłopskich. Po wyzwoleniu działał w organizacjach młodzieżowych i spółdzielczych. W 1946 wstąpił do Stronnictwa Ludowego, a od 1949 należał do Zjednoczonego Stronnictwa Ludowego. W latach 1970–1975 był członkiem Powiatowego Komitetu w Kransymstawie i członkiem Wojewódzkiego Komitetu w Lublinie. Od 1972 do 1975 pełnił funkcję prezesa PK w Krasnymstawie, a od 1975 wiceprezesa WK w Zamościu. Przez cztery kadencje był radnym Powiatowej Rady Narodowej w Krasnymstawie. W okresie 1965–1969 członek prezydium Powiatowej Rady Narodowej w Krasnymstawie. W latach 1961–1973 był radnym Gromadzkiej Rady Narodowej w Borówku, a od 1965 do 1973 przewodniczącym jej prezydium. W latach 1973–1975 był przewodniczącym Powiatowego Komitetu Frontu Jedności Narodu w Krasnymstawie. Od 1975 zasiadał w Wojewódzkiej Radzie Narodowej w Zamościu, a od 1976 do końca życia w Sejmie. W Sejmie VII kadencji (do 1980) był członkiem Komisji Administracji, Gospodarki Terenowej i Ochrony Środowiska oraz Komisji Nauki i Postępu Technicznego, a w Sejmie VIII kadencji zasiadał w Komisji Leśnictwa i Przemysłu Drzewnego.

## Odznaczenia
- Złoty Krzyż Zasługi (1976)
- Srebrny Krzyż Zasługi (1970)
- Odznaka 1000-lecia Państwa Polskiego (1966)
- Medal 30-lecia Polski Ludowej (1974)